# Leo Smith (homme politique)
Leo Barry Smith, né à Savusavu vers 1940, est un homme politique fidjien.

## Biographie
Son grand-père paternel est un colon originaire du Wiltshire en Angleterre, tandis que l'un de ses arrière-grand-pères maternels est le Tui Nasavusavu, chef autochtone coutumier d'une partie de l'île Vanua Levu. Ses ancêtres colons possédaient une plantation de coprah à proximité de Savusavu. Leo Smith étudie la gestion d'entreprise à l'université Victoria de Wellington et fonde en 1986 une une entreprise familiale de transport maritime (passagers et marchandises) entre les îles des Fidji, Consort Shipping Line Ltd, qui relie le port de Suva, sur l'île de Viti Levu, à des îles de la région septentrionale : les îles de Koro, Taveuni, Rabi et Rotuma, et les villes de Savusavu et Labasa sur l'île de Vanua Levu,,,. Il est également le président de l'Association des propriétaires de bateaux inter-îles.
Membre du parti de l'Alliance, au pouvoir depuis avant l'indépendance du pays en 1970 et qui rassemble les chefs autochtones et les représentants d'intérêts commerciaux de diverses appartenances ethniques, Leo Smith est nommé membre du Sénat par le gouverneur général à la demande du Premier ministre Ratu Sir Kamisese Mara à la suite des élections législatives de 1982. Aux élections législatives de 1987, il entre à la Chambre des représentants des Fidji aux comme député de la circonscription couvrant le nord et l'est du pays, au suffrage ethnique réservé aux citoyens issus des petites minorités ethniques (ni autochtones, ni indo-fidjiens), ceux-ci disposant de sièges réservés. Il siège sur les bancs de l'opposition parlementaire au nouveau gouvernement de coalition de centre-gauche mené par Timoci Bavadra.
Aux élections de 1992, c'est comme candidat du nouveau Parti des électeurs généraux (GVP) qu'il est élu député de la circonscription nord au suffrage ethnique. Le GVP entre dans un gouvernement de coalition avec le parti de droite autochtone du Premier ministre Sitiveni Rabuka, et Leo Smith est nommé ministre de la Santé, conservant ce poste après les élections anticipées de 1994,,.
Pour les élections de 1999, il se présente formellement sans étiquette mais soutenu par le GVP, dans la circonscription redevenue nord-et-est. Celle-ci incluant l'île de Rabi où vivent des Gilbertins originaires de Banaba et déplacés après la Seconde Guerre mondiale, Leo Smith est le seul candidat à venir y faire campagne en langue gilbertine, accompagné d'expatriés gilbertins de Vanua Levu. Il conserve son siège de justesse et, avec son collègue député indépendant mais soutenu par le GVP Bill Aull, se joint à la nouvelle majorité parlementaire, celle du gouvernement de coalition de centre-gauche du nouveau Premier ministre fidjien Mahendra Chaudhry. En mai 2000, le gouvernement Chaudhry est renversé par un coup d'État mené par l'homme d'affaires George Speight, qui se réclame de l'ethnonationalisme autochtone. Les ministres et les députés de la majorité parlementaire sont pris en otage. La plupart des otages, dont Leo Smith et le Premier ministre Chaudhry lui-même, ne sont relâchés qu'après cinquante-six jours,.
Aux élections de 2001 qui sont la conséquence du coup d'État, Leo Smith est battu dans sa circonscription par David Christopher, un Banabien de l'île de Rabi qui est le candidat du Parti des Fidji unies (SDL), nouveau parti de la droite autochtone proche des idées des auteurs du coup d'État. Il se consacre dès lors à son entreprise Consort Shipping Line Ltd, finance la participation de l'équipe fidjienne de hockey sur gazon à une compétition internationale en Inde en 2013, et devient président du comité de direction de la société de holding immobilière JKS Holdings Limited, dans sa ville de Savusavu, investissant dans le développement de nouveaux commerces dans la ville.